# Claude Meillassoux
Claude Meillassoux (* 26. Dezember 1925 in Roubaix; † 2. Januar 2005 in Paris) war ein französischer Anthropologe und Wirtschaftsethnologe. Er ist der Vater des Philosophen Quentin Meillassoux.
Claude Meillassoux wissenschaftliches Interesse galt vor allem den Wirtschaftssystemen vor-kapitalistischer Gesellschaften. Herrschaft und Tausch waren für ihn sozialwissenschaftliche Kategorien, die auf menschliche Gemeinschaften  jeglicher Art angewendet werden konnten. Für anthropologische  und ethnologische Fachzeitschriften verfasste Meillassoux zahlreiche Artikel über seine Feldforschungen in Elfenbeinküste und Mali, aber auch über Pygmäen, das indische Kastensystem, über die Inuit und das Königreich der Inka. Neben Maurice Godelier war Meillassoux einer der Hauptvertreter der neomarxistischen Anthropologie (in Frankreich auch unter dem Namen Anthropologie de la Libération bekannt), die sich bewusst von den Theorien des Funktionalismus und des Strukturalismus abhob, wie sie in der zweiten Hälfte des 20. Jahrhunderts in der Anthropologie vorherrschend waren.

## Leben

### Ausbildung
Claude Meillassoux wurde am 26. Dezember 1925 in Roubaix in eine Familie von Textilindustriellen geboren. 1947 schloss er sein Studium am Institut d’études politiques de Paris mit einem Diplom in Wirtschaftswissenschaft ab. 1950 wechselte er in die Vereinigten Staaten, wo er an der University of Michigan einen Master of Arts in Economics erwarb. Anschließend arbeitete er als Dolmetscher für französische Industrielle, die im Rahmen des Marshallplans die Vereinigten Staaten bereisten, aber auch für amerikanische Handelsunternehmen. 1954 wechselte er zur Pariser Niederlassung der Dorland Advertising Agency. In dieser Zeit begann er, sich für die Schriften von Karl Marx und Friedrich Engels zu interessieren.

### Forschungstätigkeit

#### École pratique des hautes études (EPHE)
Seit 1955 war Meillassoux an der École pratique des hautes études (EPHE) unter Anleitung von Georges Balandier an human-- und sozialwissenschaftlichen Studien beteiligt. 1958 unternahm er mit der Anthropologin und Lévi-Strauss-Schülerin Ariane Deluz seine erste Forschungsreise an die Elfenbeinküste, um die laufenden wirtschaftlichen und sozialen Veränderungen beim Volk der Gouro zu studieren. Die Erkenntnisse aus diesen Untersuchungen bildeten den Ausgangspunkt für seine späteren theoretischen Überlegungen. In einem 1960 erschienenen Aufsatz «Essai d'interprétation du phénomène économique dans les sociétés traditionnelles d'auto-subsistance» analysierte Meillassoux die ökonomischen Besonderheiten des Volkes der Gouro. Die Arbeit galt als Gründungsdokument einer neuen anthropologischen Sichtweise. Auf ihr baute auch seine 1962 bei Balandier eingereichte Promotionsarbeit auf. Im gleichen Jahr wurde Meillassoux offiziell Mitarbeiter der EPHE. Während eines unbezahlten Sonderurlaubs erforschte er 1962–1963 mit einem Stipendium der US-amerikanischen National Science Foundation die Tätigkeit städtischer Freiwilligenvereine (associations volontaires urbaines) in Bamako.

#### Centre National de la Recherche Scientifique (CNRS)
1964 wurde Meillassoux auf Veranlassung des damaligen stellvertretenden Direktors Pierre Monbeig Forschungsbeauftragter des Centre National de la Recherche Scientifique (CNRS) und gehörte dort der Forschungsgruppe «Ethnosoziologie der Boucle du Niger» an, die von Jean Rouch geleitet wurde.  Im gleichen Jahr machte ihn die Veröffentlichung seiner Dissertation unter dem Titel Anthropologie économique des Gouro de Côte d'Ivoire Fachkreise hinaus bekannt. Von November 1964 bis Juli 1965 war er zu einem Forschungsaufenthalt in Mali, wo er sich besonders mit den Clan- und Kastenstrukturen und der Sklaverei in der Sahelzone und im Sudan beschäftigte. Von November 1965 bis November 1966 war Meillassoux zum Institut de développement et de planification in Dakar abgestellt, wo er bei den Soninke des Senegal seine Studien zum Kastensystem und zur Sklaverei fortsetzte.  Von 1966 bis 1967 führte ihn ein neues Forschungsvorhaben wieder nach Mali, wo er sich besonders mit den sozialen, wirtschaftlichen und politischen Strukturen der Marka-Völker beschäftigte. Von 1967 bis 1968 war er als Nachfolger von Jean Rouch Leiter einer eigenen Forschungsgruppe. Im April 1968 reiste er erneut nach Mali, um in Kangaba die 7-Jahres-Feierlichkeiten am Gemeinschaftshaus Kamablon zu beobachten. Im Dezember 1968 wurde er bei gleichzeitiger Fortführung seiner sonstigen Forschungsprojekte zum Leiter einer Forschungsgruppe «Wirtschaftliche Systeme Afrikas» bestellt. Im Januar 1969 studierte er in Mali die soziale und wirtschaftliche Organisation der Soninke von Wagadu und der ihnen benachbarten maurischen Völker. Von September bis Dezember 1970 reiste er erneut nach Senegal, um die Arbeiten an einem soninké-französischen Wörterbuch abzuschließen und weitere Erkenntnisse zu den Kasten sowie den wirtschaftlichen und den sozialen Verhältnissen der Region zu gewinnen.
Vom Ende der 1960er bis zum Ende der 1970er Jahre war Meillassoux die treibende Kraft des «Seminar in der rue de Tournon», zu dessen Treffen zahlreiche Anthropologen, aber auch Forscher anderer Fachgebiete, eingeladen wurden. Aus der engagierten Arbeit dieser Gruppe heraus entstanden mehrere gemeinsame Veröffentlichungen, u. a. Qui se nourrit de la famine en Afrique ? (Wer ernährt sich vom Hunger in Afrika?; 1974), das sowohl in der Wissenschaft als auch beim allgemeinen Publikum auf großes Interesse stieß.  1974 wurde Meillassoux zum Maître de Recherches berufen. Seit Mitte der 1970er Jahre stellte er die theoretischen Prinzipien zusammen, die er aus seinen Beobachtungen gewonnen hatte. 1975 erschien seine Thèse d'État Femmes, greniers et capitaux, das sich mit häuslichen Produktionsweisen und den Folgen ihrer Ausbeutung durch das kapitalistische System auseinandersetzte. Die Arbeit wurde in sieben Sprachen übersetzt, u. a. ins Deutsche. Von Oktober bis Dezember 1975 unternahm Meillassoux eine neue Reise nach Mali um die Zusammenhänge traditioneller, mündlich übertragener Texte mit tatsächlichen historischen Ereignissen zu untersuchen. 1977 hielt er sich in Südafrika auf, wo er sich mit dem System der Apartheid beschäftigte, über das er 1979 ein Buch unter dem Titel Les derniers Blancs. Le modèle sud-africain (Die letzten Weißen. Das südafrikanische Modell) (1979) veröffentlichte. Im gleichen Jahr führte ihn sein letzter Forschungsaufenthalt wieder nach Mali und in den Senegal, wo er über die Lage der städtischen Bevölkerung angesichts von Migrationsbewegungen und dem Bau der Staudämme von Diama und Mananteli untersuchte.
1979 wurde Meillassoux zum stellvertretenden Leiter der Forschungsgruppe «Ländliche Gesellschaften und Entwicklungspolitik» (Sociétés rurales et politiques du développement) ernannt und zugleich zum Directeur de Recherches berufen. Seit 1982 baute Meillassoux eine Forschungsgruppe «Südliches Afrika» auf, die Forscher des CNRS, Wissenschaftler der Universitäten, Doktoranden, Anthropologen, Soziologen und Wirtschaftswissenschaftler zusammenführte. Die Gruppe verfolgte einen pluridisziplinären Arbeitsansatz und setzte sich für einen gleichberechtigten Dialog zwischen afrikanischen und französischen Forschern ein. Sie hatte unter verschiedenen Bezeichnungen Bestand bis ins Jahr 1998.
In den 2000er Jahren arbeitete Meillassoux an einer kritischen Anthropologie der Bibel unter besonderer Berücksichtigung der Verwandtschaftsbeziehungen.

## Auszeichnungen
- 1984 Silbermedaille des Centre national de la recherche scientifique (CNRS) für sein Gesamtwerk[15].

## Veröffentlichungen (Auswahl)

### Monographien und Sammelbände (frz.)
- Anthropologie économique des Gouro de Côte d’Ivoire. De l’économie de subsistance à l’agriculture commerciale (zuletzt aufgerufen am 4. Dezember 2022). Mouton, Paris 1964. ISBN 978-2-7132-1297-0
- (Hrsg.): The development of Indigenous Trade and Markets in West Africa. Studies presented and discussed at the Tenth International African Seminar at Fourah Bay College, Freetown, December 1969 (L'évolution du commerce africain depuis le XIX ème siècle en Afrique de l'Ouest. Etudes présentées au dixième séminaire de Fourah Bay College - Freetown (Décembre 1969)). Oxford University Press, London 1971. ISBN 978-0-19-724186-8
- Qui se nourrit de la famine en Afrique? Le dossier politique de la faim au Sahel. Maspero, Paris 1974 (Petite collection Maspéro 153). ISBN 2-7071-0717-4
- '(Hrsg.): L’Esclavage en Afrique précoloniale. Maspero, Paris 1975 (Bibliothèque d'anthropologie).
- Femmes, greniers et capitaux. Maspero, Paris 1975
- Terrains et Théories. Anthropos, Paris 1977.  ISBN 2-7157-0283-3
- Les derniers Blancs. Le modèle sud-africain. Maspero, Paris 1979
- Anthroplogie de l’esclavage, le ventre de fer et d’argent. Presses Universitaires de France (PUF), Paris 1986. ISBN 978-2-13-039480-8
- (Hrsg.): Génie social et manipulation culturelle en Afrique de l’apartheid. Arcantère, Paris 1991. ISBN 978-2-86829-045-8
- (Hrsg. u. a.): Les Spectres de Malthus. Déséqulibres alimentaires. Déséqulibres démographiques (zuletzt aufgerufen am 4. Dezember 2022). EDI-ORSTOM-CEPED, Paris 1991. ISBN 2-85139-102-X
- L'économie de la vie. Démographie du travail. Éditions Page deux, Lausanne 1997. ISBN 978-2-940189-03-8 bzw. ISBN 2-940189-03-X
- Mythes et limites de l'anthropologie. Le sang et les mots. Éditions Page deux, Lausanne 2001 (Cahiers libres). ISBN 978-2-940189-21-2 bzw. ISBN 2-940189-21-8

### Sonstige wichtige Veröffentlichungen (frz.)
- Essai d'interprétation du phénomène économique dans les sociétés traditionelles d'auto-subsistance, Cahiers d'Études Africaines, Paris, 1960, n°4, pp 38–67. ISSN 0008-0055 bzw. 1777–5353
- From reproduction to production: a Marxist approach to economic anthropology, In: Economy and Society 1: S. 93–105
- La grande entreprise historique du mâle. Période am 19. September 2016 (zuletzt abgerufen am 4. Dezember 2022); Erstveröffentlichung unter dem Titel Le mâle en gésine ou De l’historicité des mythes in Cahiers d’études africaines, Paris 1979, Vol. 19, n° 73–76, S. 353–380. ISSN 0008-0055 bzw. 1777–5353
- De la reproduction à la production. Période am 21. März 2016 (zuletzt abgerufen am 4. Dezember 2022). Zuerst veröffentlicht im Sammelband Terrains et théories, Éditions Anthropos, Paris 1977
- De l'incapacité des hommes à accoucher, et ce qu'il en advient (zuletzt abgerufen am 4. Dezember 2022), gedruckt in Verschuur, Christine (Hrsg.): Quel genre d’homme ? Construction sociale de la masculinité, relations de genre et développement. Graduate Institute Publications, Genève 2000, S. 99‑120. ISBN 978-2-940503-76-6
- Hommages. In Yann Guillaud/Frédéric Létang (Hrsg.): Du social hors la loi. L’anthropologie analytique de Christian Geffray. IRD Éditions, Marseille 2013 S. 29‑31. ISBN 978-2-7099-1786-5

### Übersetzungen ins Deutsche
- Die wilden Früchte der Frau. Über häusliche Produktion und kapitalistische Wirtschaft. Syndikat, Frankfurt 1976. ISBN 978-3-8108-0010-7 (auch als suhrkamp taschenbuch wissenschaft 447. Suhrkamp, Frankfurt 1983. ISBN 978-3-518-28047-8)
- Anthropologie der Sklaverei. Campus, Frankfurt/M. 1989 (Theorie und Gesellschaft 9). ISBN 978-3-593-33979-5